# Автономно реплицирующаяся последовательность

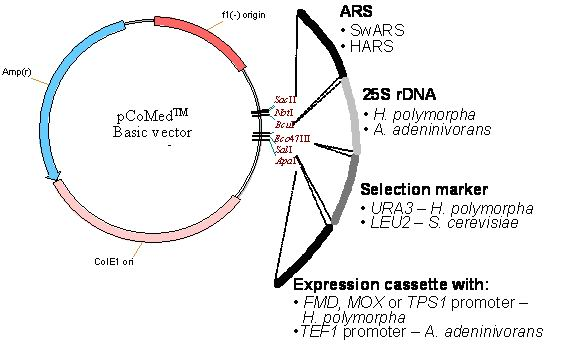
Пример расположения элемента ARS в искусственном векторе

Автоно́мно реплици́рующаяся после́довательность (англ. autonomously replicating sequence, ARS) — последовательность ДНК генома дрожжей, содержащая точку начала репликации (ori) и отвечающая за инициацию репликации.

## Функционирование и структура
Вначале ARS-последовательности были описаны в почкующихся дрожжах Saccharomyces cerevisiae как фрагменты хромосомной ДНК, повышающие частоту трансформации и обеспечивающие стабильность плазмид. Так, содержащие их плазмиды трансформировали дрожжевые клетки с высокой частотой. Впоследствии аналогичные элементы были выявлены у дрожжей Schizosaccharomyces pombe.
При дальнейшем изучении оказалось, что ARS содержат точку начала репликации, то есть являются элементами, отвечающими за инициацию репликации — репликаторами. На участке ДНК длиной 5 тыс. н. п. находится три отдельных элемента ARS. Их инициация происходит единожды в каждой S-фазе клеточного цикла, хотя у различных ARS эффективность и время активации (в начале или конце S-фазы) может различаться.
У S. cerevisiae длина ARS составляет 100—200 н. п. В ARS входят 2 следующих обязательных элемента: домен А, содержащий консервативную последовательность из 11 н. п. — ACS, которая связывается с комплексом из 6 белков — комплексом узнавания точки начала репликации (англ. Origin recognition complex, ORC), и крупный богатый А—Т-парами домен B, прилегающий к элементу А, однако сходства между их последовательностями нет. Последовательность ACS такова: 5'-T/ATTTAYRTTTT/A-3', где Y — пиримидин, а R — пурин. ORC имеет гомологов у других эукариот, например, Drosophila, Xenopus, мыши и человека. У S. cerevisiae к настоящему моменту хорошо изучено связывание факторов инициации с ORC.
Следует отметить, что, несмотря на сходство механизмов репликации у эукариот и задействованных в этом белков, их области начала репликации могут обнаруживать серьёзные различия. Например, у дрожжей S. pombe, имеющих много сходств с клетками высших эукариот, ARS гораздо длиннее, чем у S. cerevisiae и содержит 600—1500 н. п., а сходство в их последовательностях ДНК заключается лишь в наличии у обоих А—Т-богатых участков.
Установлено, что мутации в домене В уменьшают активность элемента ARS, однако при мутации домена А весь элемент становится полностью неактивным.